# Nafnaþulur
 (juin 2011).
Si vous disposez d'ouvrages ou d'articles de référence ou si vous connaissez des sites web de qualité traitant du thème abordé ici, merci de compléter l'article en donnant les références utiles à sa vérifiabilité et en les liant à la section « Notes et références ».
Nafnaþulur est une section de la partie Skáldskaparmál de l'Edda de Snorri écrit par Snorri Sturluson. Il s'agit d'une liste en vers, une thula, de noms de dieux, géants, nains, hommes, animaux et armes. Ces vers ne sont pas dans tous les manuscrits de l'Edda de Snorri, et sont probablement des rajouts postérieurs à la première composition de l’œuvre. Ils ont peut-être même servi de sources pour Snorri. Les Nafnaþulur sont généralement omis des éditions modernes de l'Edda.